# Tugimaantee 29
De Tugimaantee 29 is een secundaire weg in Estland. De weg loopt van Märjamaa naar Koluvere en is 25,1 kilometer lang. 